# La risposta è nelle stelle (film)
La risposta è nelle stelle (The Longest Ride) è un film del 2015 diretto da George Tillman Jr.
Il soggetto è tratto dall'omonimo romanzo di Nicholas Sparks del 2013.
Tra gli interpreti principali figurano Britt Robertson, Scott Eastwood, Jack Huston, Oona Chaplin e Alan Alda.

## Trama
Luke Collins è un cavalcatore di tori della Carolina del Nord che si infortuna seriamente durante una gara.
Nel ritorno alle gare, dopo più di un anno, incontra per caso Sophia Danko, una studentessa di storia dell'arte del New Jersey con la quale nasce subito un'attrazione particolare. Lei è prossima alla laurea e ha già dei contatti professionali che potrebbero portarla presto a trasferirsi a New York. La prospettiva di doversi separare già di lì a un paio di mesi rovina il bel clima che si era creato al loro primo appuntamento, nel quale entrambi avevano già capito che sarebbe potuto nascere un rapporto duraturo. La stessa sera, mentre riaccompagna a casa Sophia, Luke si imbatte in un anziano signore che si è schiantato con la sua auto, portandolo in salvo. Sophia salva dal rogo dell'auto una scatola che si rivela preziosissima per quell'uomo: contiene infatti la corrispondenza di una vita con la moglie, morta già da qualche anno. Sophia si affeziona presto all'anziano Ira, un signore ebreo che visita regolarmente, e al quale legge le lettere che scrisse alla sua Ruth, ripercorrendo così una lunga storia d'amore che ebbe origine nel 1940.
Grazie ad Ira, Luke e Sophia che dopo quell'appuntamento non si erano più visti, si riavvicinano mettendosi insieme. Le differenze tra i due sembrano creare i presupposti per un'unione poco salda ma il profondo sentimento e i racconti di Ira convincono la ragazza a mettere da parte le incomprensioni. Luke, intanto, durante un rodeo ha un nuovo incidente che lo mette in guardia sul suo stato di salute che potrebbe essere gravemente compromesso da un ulteriore trauma. L'ostinazione a proseguire contro l'opinione dei medici, così come la volontà della madre e la sua, convincono Sophia a lasciarlo.
Ira muore e il suo avvocato convoca separatamente Sophia e Luke all'asta della collezione d'arte di Ruth e Ira Levinson, indetta per volontà del defunto. Ruth era una grande appassionata d'arte e sin da giovane, con grande fiuto, aveva acquistato opere di artisti emergenti con il consenso del marito che pure non aveva altrettanta sensibilità. I due, a causa di una ferita di guerra di Ira, sapevano che non avrebbero mai potuto avere figli, ma erano comunque rimasti uniti. In realtà con una piccola crisi, quando Ruth, dopo aver allevato per mesi il piccolo Daniel McDonald, un suo alunno talentuoso ma trascurato e senza genitori, si vide costretta a lasciarlo ai suoi familiari sbandati. Una cosa insensata per lei, che ne determinò un allontanamento anche da Ira, poi rientrato. Con Ruth già scomparsa, Ira venne a sapere dalla vedova di Daniel McDonald che questi era diventato un professore di astronomia e fisica, e che doveva tutto alla sua insegnante cui dedicò un ritratto che Ira accettò come regalo, commosso.
Così nell'asta piena di pezzi da museo, il primo quadro battuto è proprio il ritratto di Ruth, pressoché senza valore. Luke, presente all'insaputa di Sophia, se lo aggiudica nell'indifferenza generale. Mentre sta concludendo l'acquisto Luke spiega a Sophia di aver lasciato le competizioni, dopo aver "domato" il toro che l'anno precedente lo aveva quasi ucciso. Lei lo riabbraccia e poi entrambi apprendono che per volontà di Ira l'asta è terminata con l'acquisto del primo quadro. Ira aveva infatti deciso che chi avesse acquistato quel quadro si sarebbe impossessato di tutta la collezione.
Con questa inaspettata fortuna Luke può mantenere il ranch e Sophia può restare in Carolina del Nord dove gestirà la prestigiosa galleria-museo intitolata ai due benefattori il cui grande amore è anche un modello da seguire per i due giovani che ora possono solo essere ottimisti.

## Distribuzione
Il primo trailer è stato diffuso il 23 dicembre 2014. Il film è stato distribuito nelle sale cinematografiche statunitensi il 10 aprile 2015, mentre in quelle italiane il 4 giugno 2015.

## Riconoscimenti
- 2015 - Teen Choice Awards[2]
  - Miglior attore in un film drammatico a Scott Eastwood
  - Candidatura per il miglior film drammatico
  - Candidatura per la miglior attrice in un film drammatico a Britt Robertson
  - Candidatura per la miglior stella emergente in un film a Scott Eastwood